# 台湾红榨槭
台灣紅榨楓（槭音：ㄘㄨˋ）（学名：Acer morrisonense）又名台灣紅榨槭、紅色槭、玉山槭，为七叶树亚科枫属下的一種植物，台灣特有種落葉喬木。秋冬時葉子轉紅，是良好的觀葉樹種。
台灣紅榨槭在植物學上舊的歸類是 槭樹科 槭屬 ，現已更正為無患子科 楓屬。

## 命名
morrisonense代表玉山（Mt. Morrison）。

## 形態
落葉喬木。約10-20公尺高。樹皮黃灰色且光滑。小枝光滑。
葉柄紅。葉卵形，有五淺裂，側邊的淺裂較小，各裂末端漸尖，具五條主脈。長5-13公分，寬4-11公分，呈紙質或薄紙質。葉緣重鋸齒，葉對生。
花為雌雄異花，約0.5公分，呈黃綠色。有4-5枚萼片及花瓣，為總狀花序。
果實為翅果，成對生長，呈黃褐色。翅果的兩翼長約1.8-2公分，夾角約115-135度。成熟時含水量低，是亞正儲型種子。

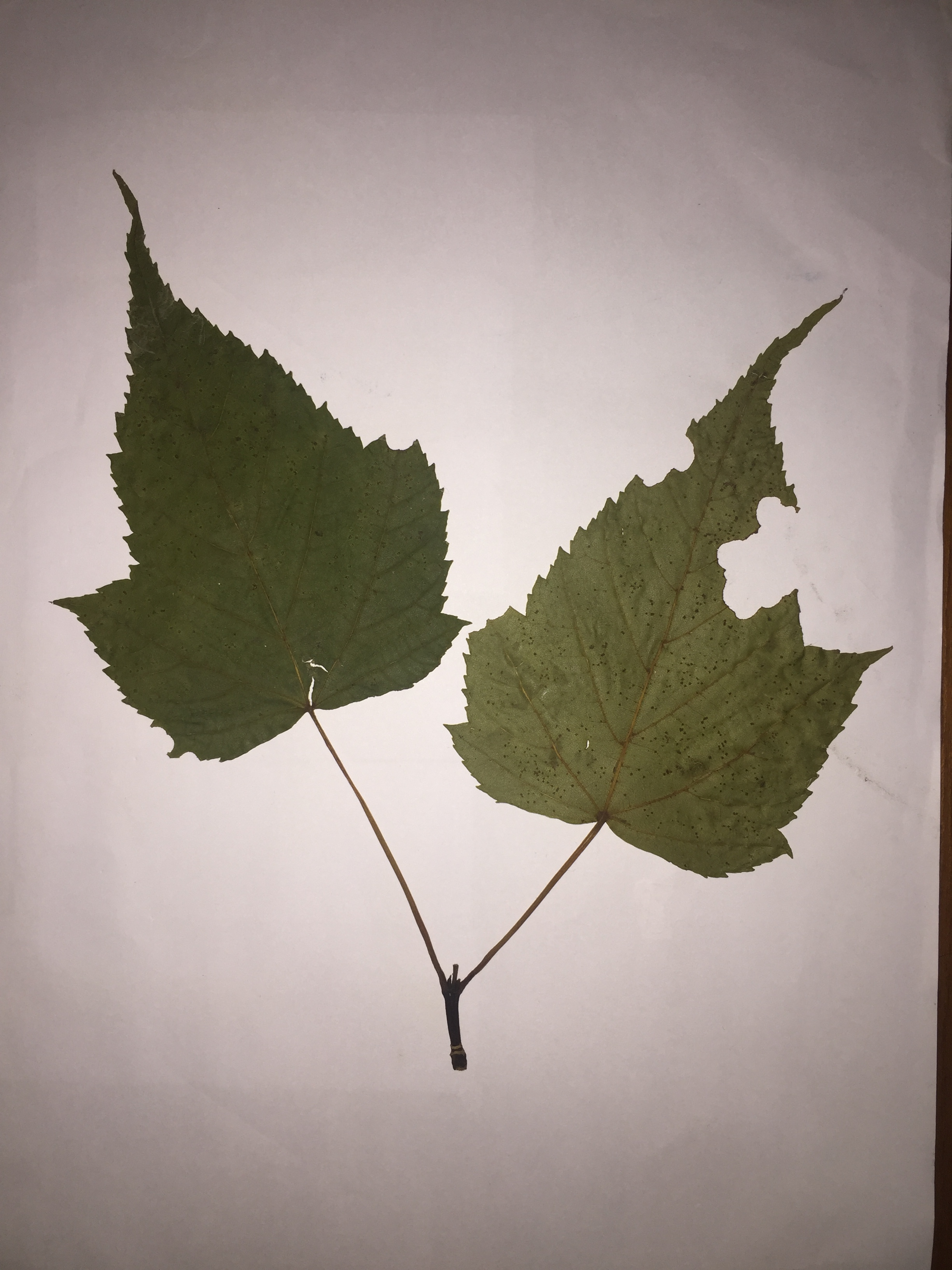
台灣紅榨槭 葉 2017/06/11拉拉山

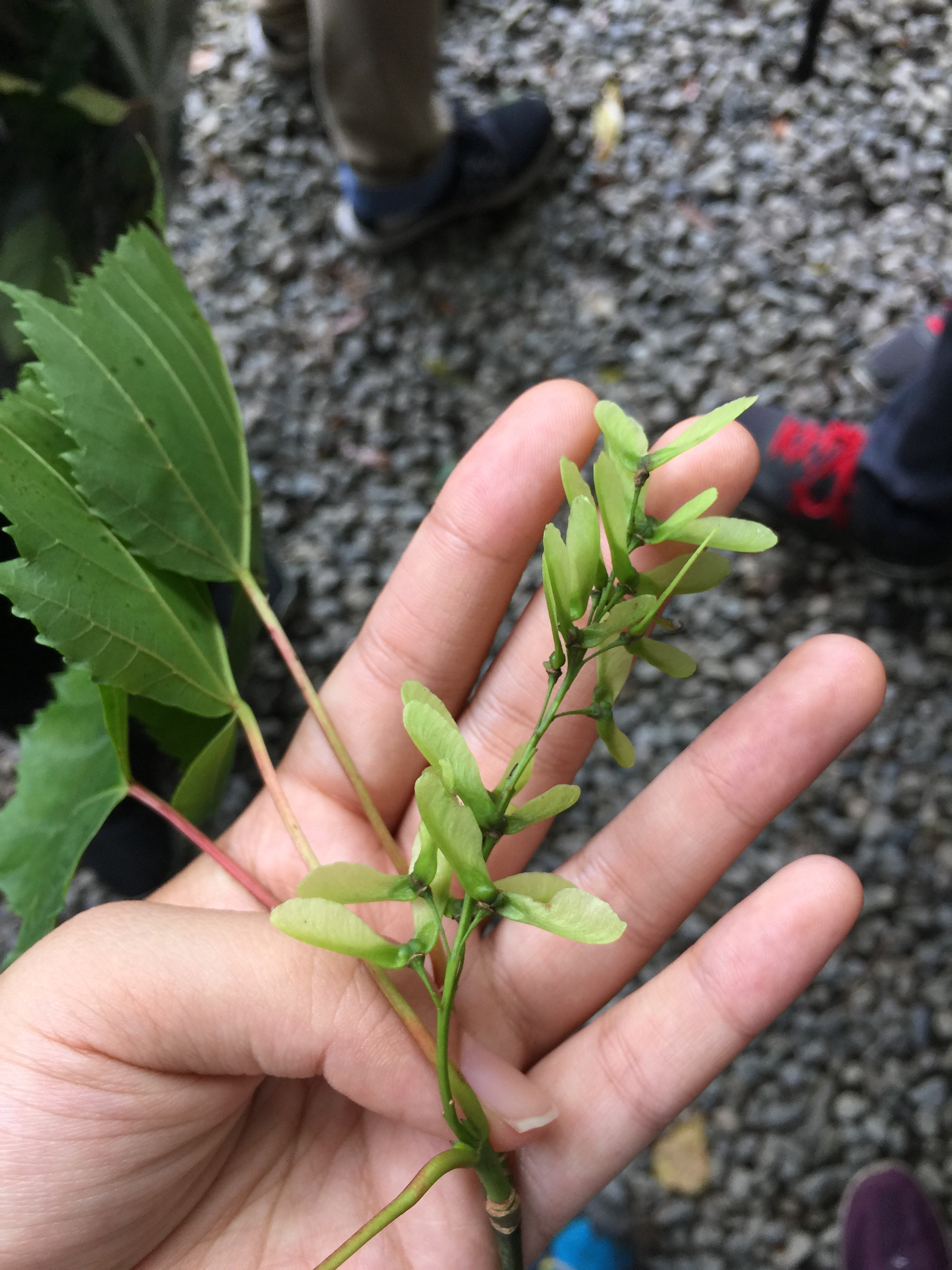
台灣紅榨槭 翅果 2017/06/11拉拉山

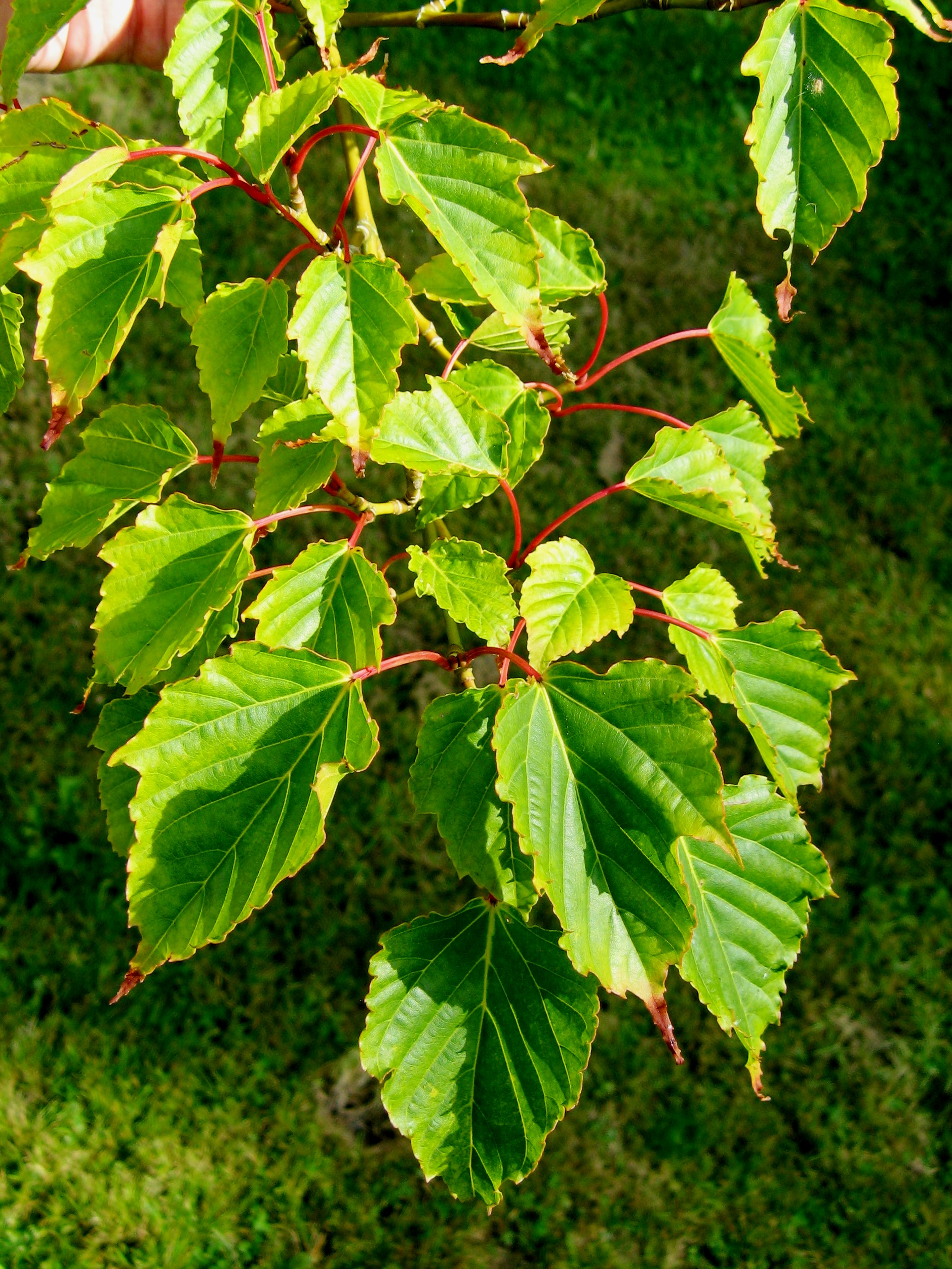
台灣紅榨槭 枝條 Ventnor Botanic Garden
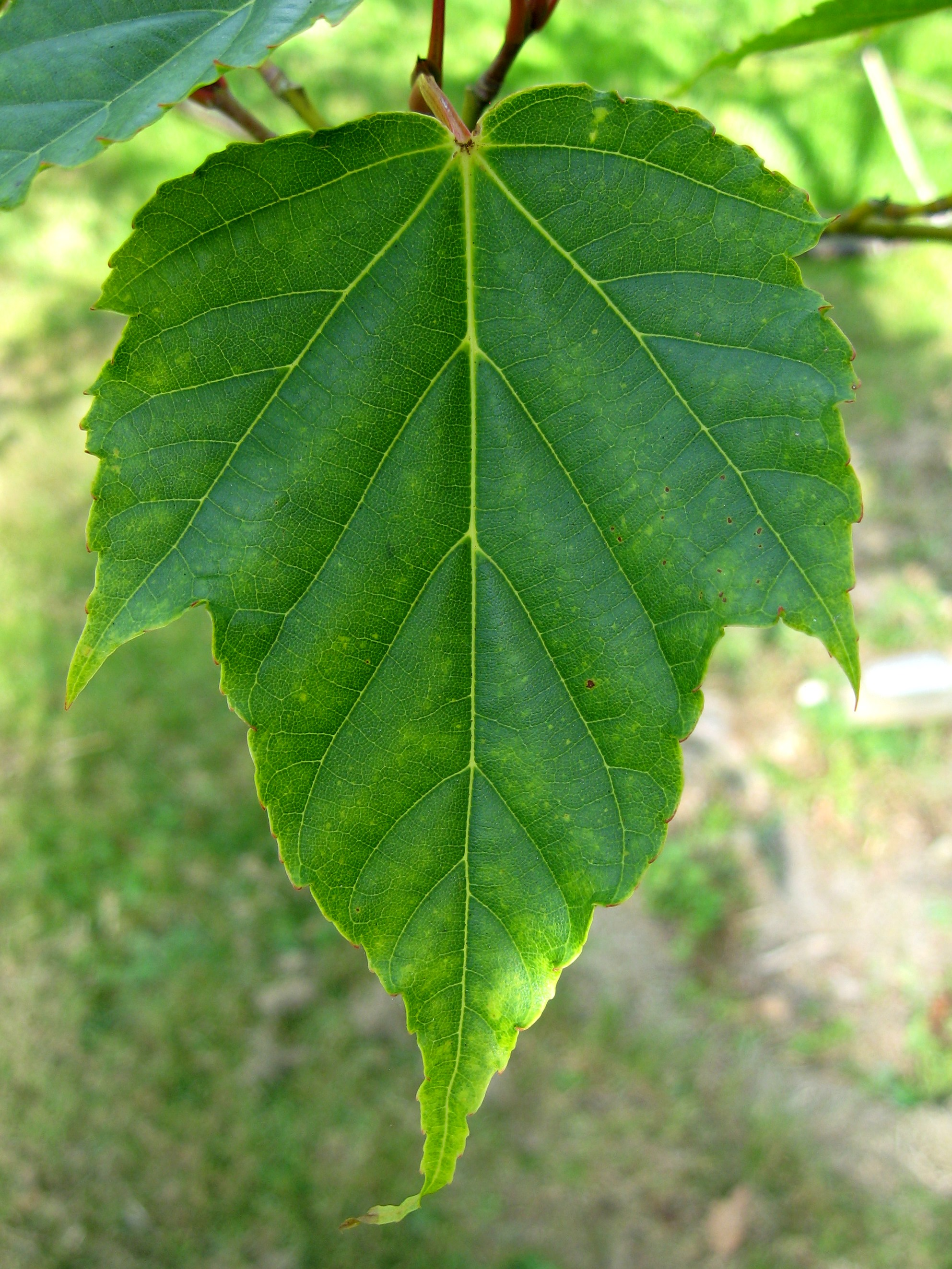
台灣紅榨槭 葉 Ventnor Botanic Garden

## 物候
3-5月抽芽，3-4月開花，9-12月果實成熟，11-隔年3月落葉。

## 分布
台灣中央山脈中海拔山區(海拔約1700-2900m)，生長於原始林及次生林中。可見於塔塔加、新中橫沿線和八通關古道。